# Jean Pénicaud III
Jean Pénicaud III (Limoges, ... – Limoges, 1585) è stato un pittore francese che dipingeva a smalto su rame, secondo i dettami di un'arte praticata a Limoges.

## Biografia
Jean Pénicaud III era figlio di Jean Pénicaud II, membro della dinastia di pittori a smalto di Limoges (i Pénicaud), fondata da Nardon Pénicaud.
La loro arte si caratterizzava nell'imprimere sul rame verniciato di color bianco i colori a smalto, con risultati che si allontanavano sempre più dalla semplice decorazione.
Jean Pénicaud III era soprannominato per le sue capacità "gloria di Limoges", e dal punto di vista artistico si fece influenzare dai temi di Raffaello e dagli artisti manieristi appartenenti alla scuola di Fontainebleau.
Il Museo del Louvre ospita oltre quindici opere realizzate da Jean Pénicaud III; al Museo di Lione sono conservate le Fatiche di Ercole e al Museo nazionale del Bargello di Firenze è esposta l'Adorazione dei Magi.

## Opere
- Scene di Didone ed Enea, Walters Art Museum;
- Fatiche di Ercole, Museo di Lione;
- Adorazione dei Magi, Museo nazionale del Bargello;
- Presentazione nel Tempio, Walters Art Museum;
- Piatto con piedi con battaglia e coperchio con divinità, Walters Art Museum;
- Placca con Mercurio che porta Psiche sul Monte Olimpo, Walters Art Museum.

Jean Pénicaud III
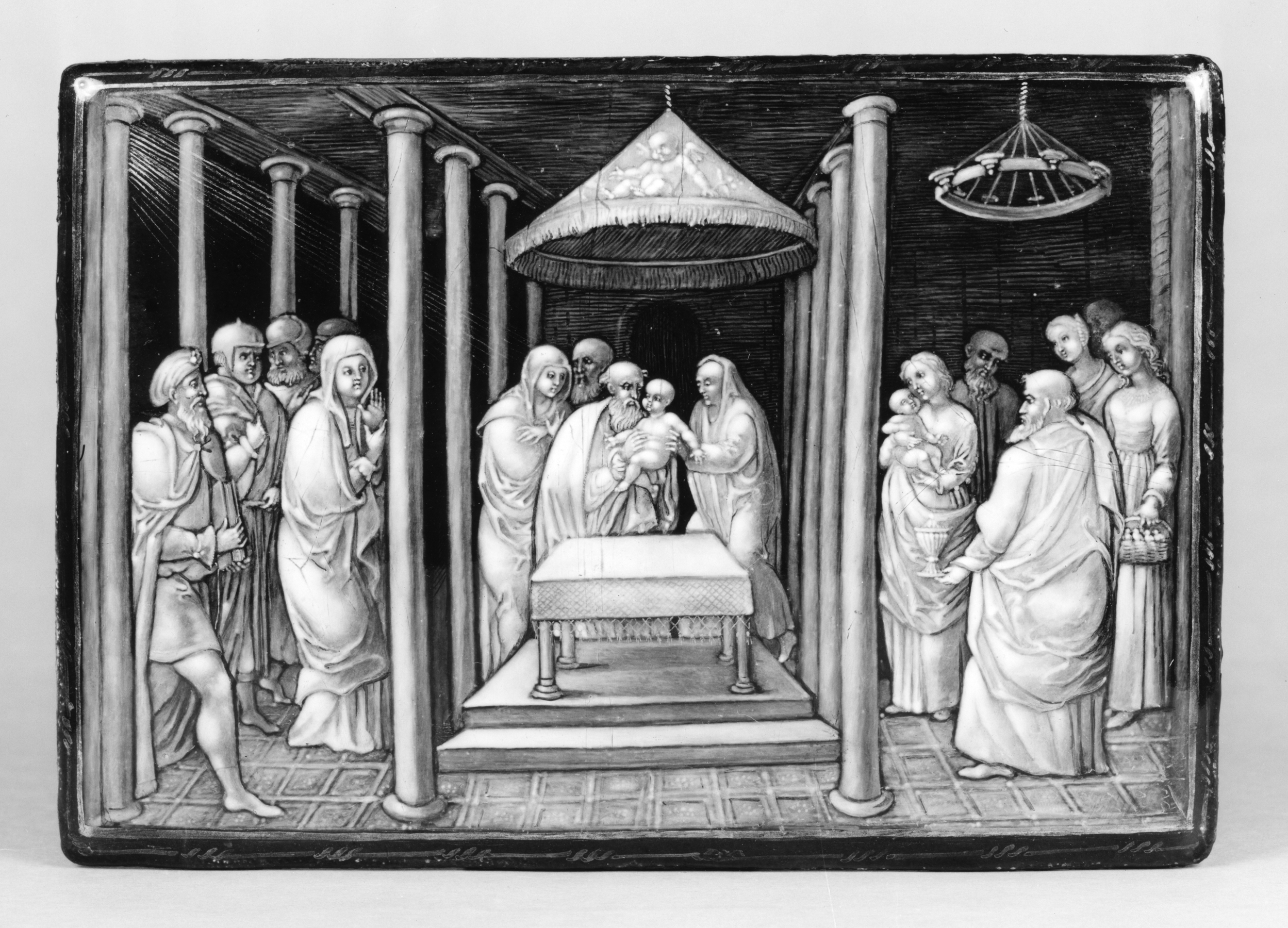
Presentazione nel Tempio, Walters Art Museum
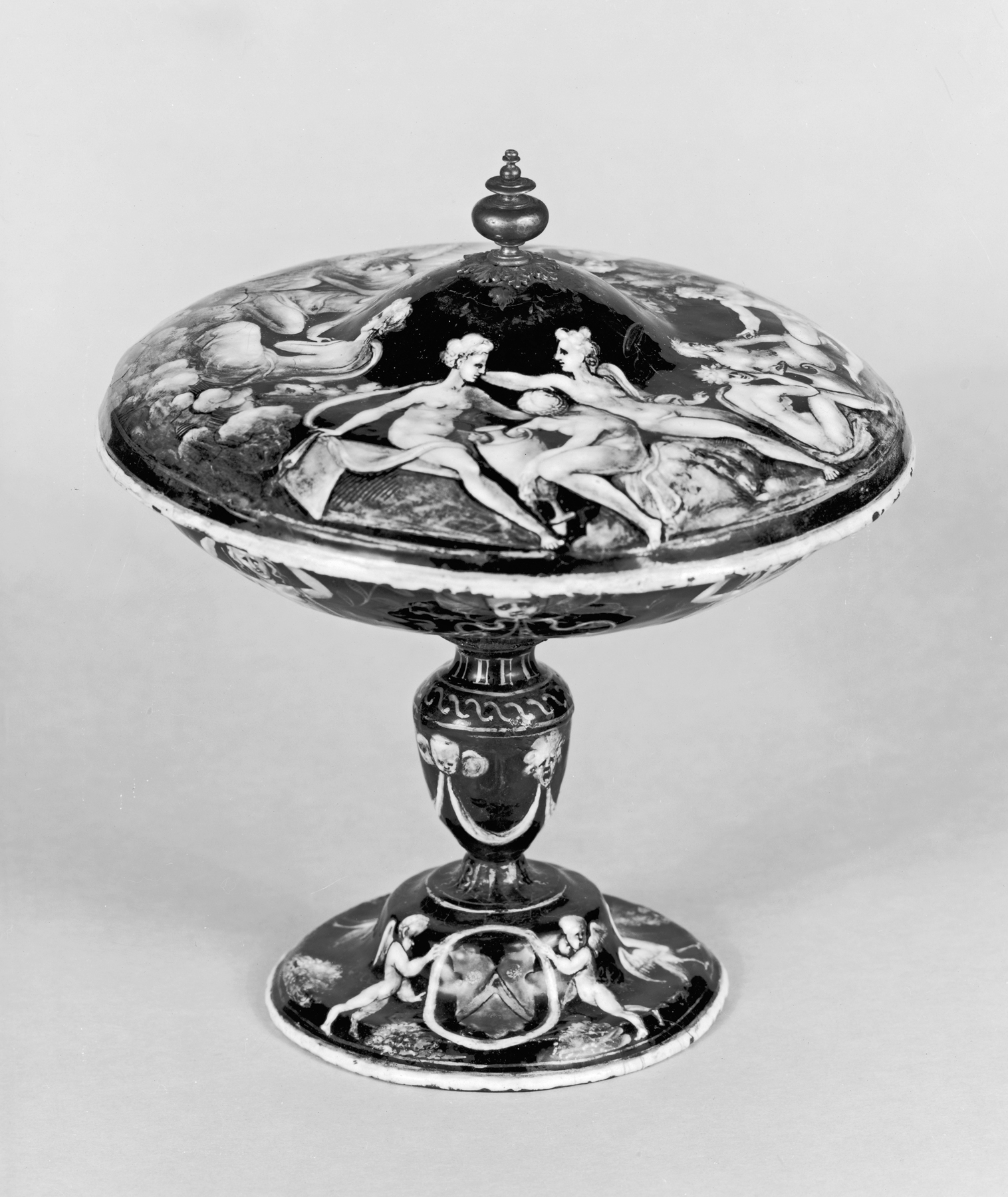
Piatto con piedi con battaglia e coperchio con divinità, Walters Art Museum
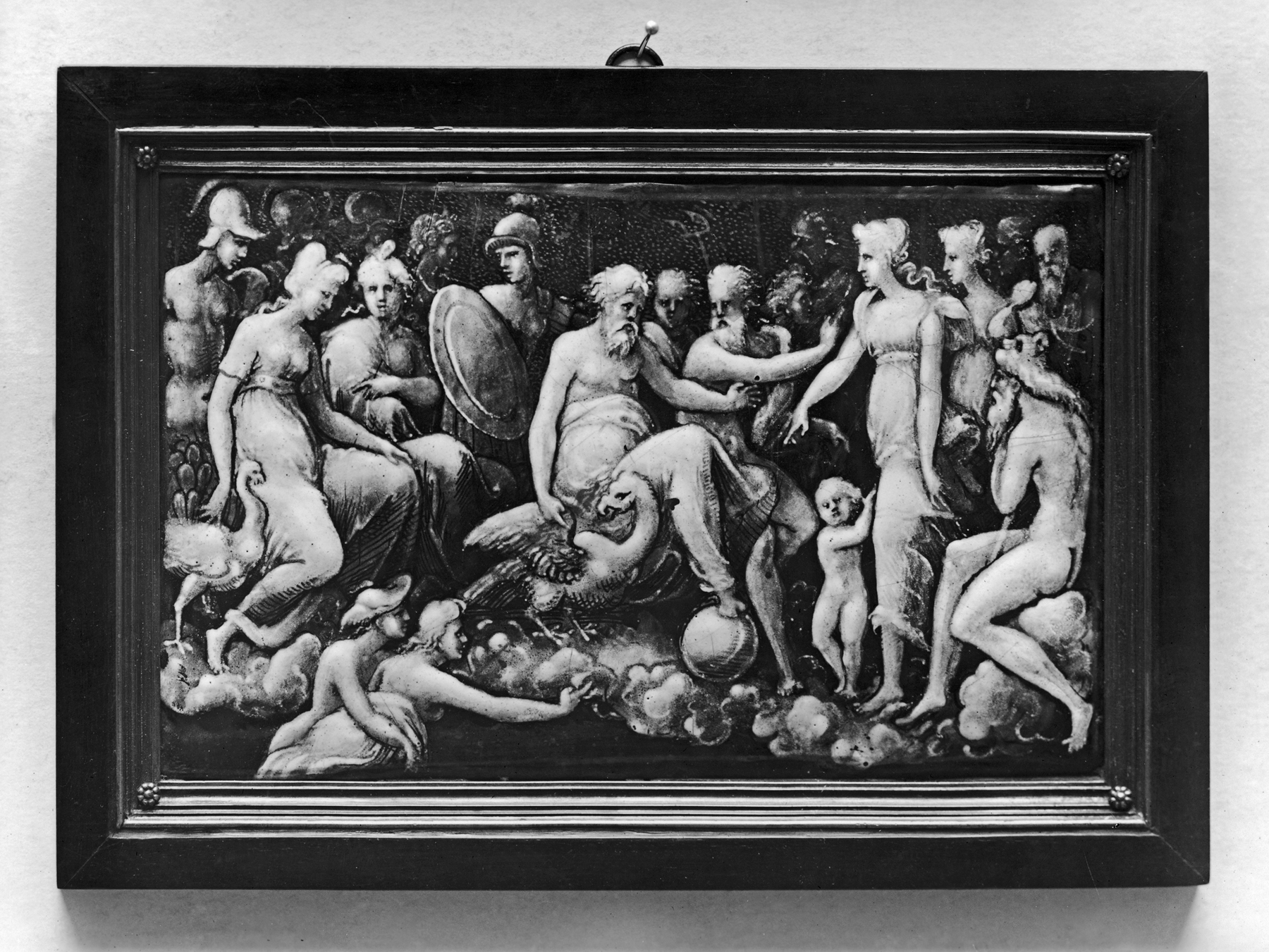
Placca con Mercurio che porta Psiche sul Monte Olimpo, Walters Art Museum